# Rębowo (Gdańsk)

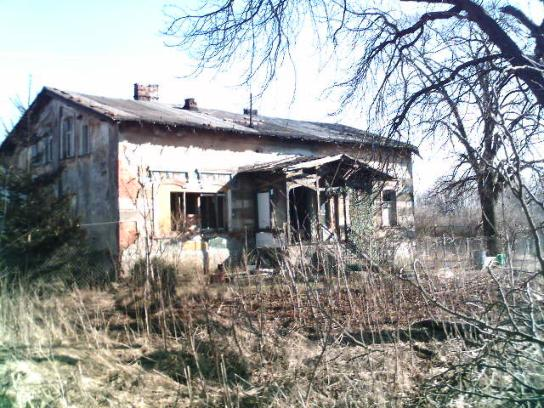
Zdewastowany dworek w Rębowie – widok od frontu

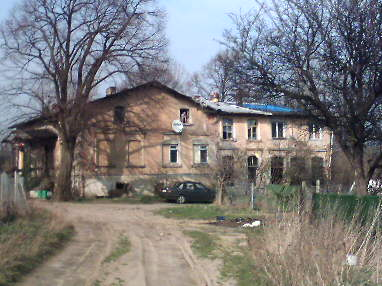
Dworek widziany z boku, od strony południowej

Rębowo (kaszb. Rãbòwò, niem. Rambau) – osiedle w Gdańsku, w dzielnicy Jasień. Leży na południowym krańcu dzielnicy, a jego zachodnia i południowa granica pokrywa się z granicą miasta.

## Historia
Dawne nazwy: Rambovo (1294), Rambow (1334), Rambkaw (1570), Ręmbkowo (1624), Rambau (1790).
Pierwszy raz wymienione zostało w dokumentach jako posiadłość rycerska Rambau w 1294.
Na początku XV w. było własnością Andreasa von Rambow, ale podlegało zwierzchności komturów gdańskich Zakonu NMP. W kolejnych stuleciach Rębowo było kolejno własnością Georgiusa de Edena, Schwartzwaldów, Rembowskich herbu Poraj oraz sławnej rodziny gdańskich filantropów Conradich, do których należało do połowy XVIII w. 
Prywatna wieś szlachecka położona była w drugiej połowie XVI wieku w powiecie gdańskim województwa pomorskiego. 

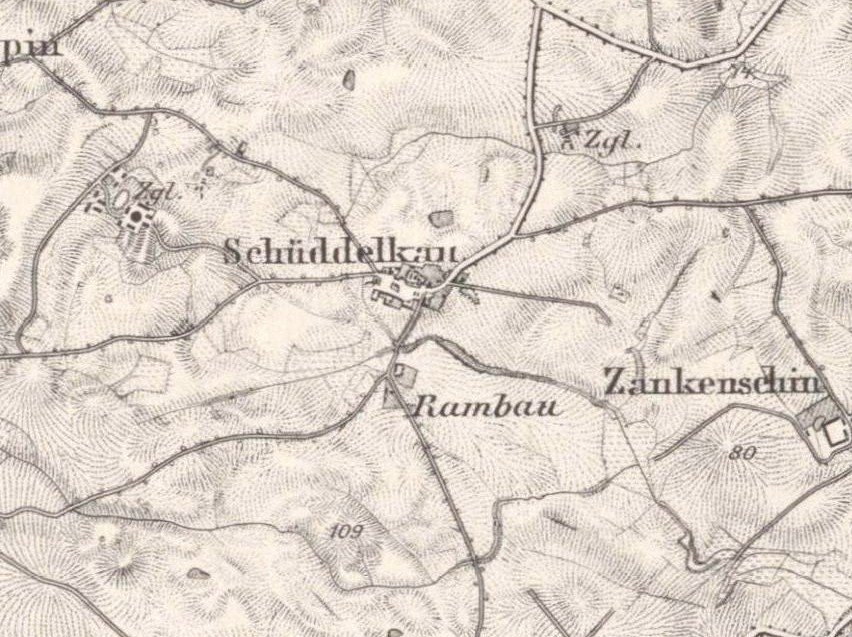
Rębowo i Szadółki na mapie z 1901

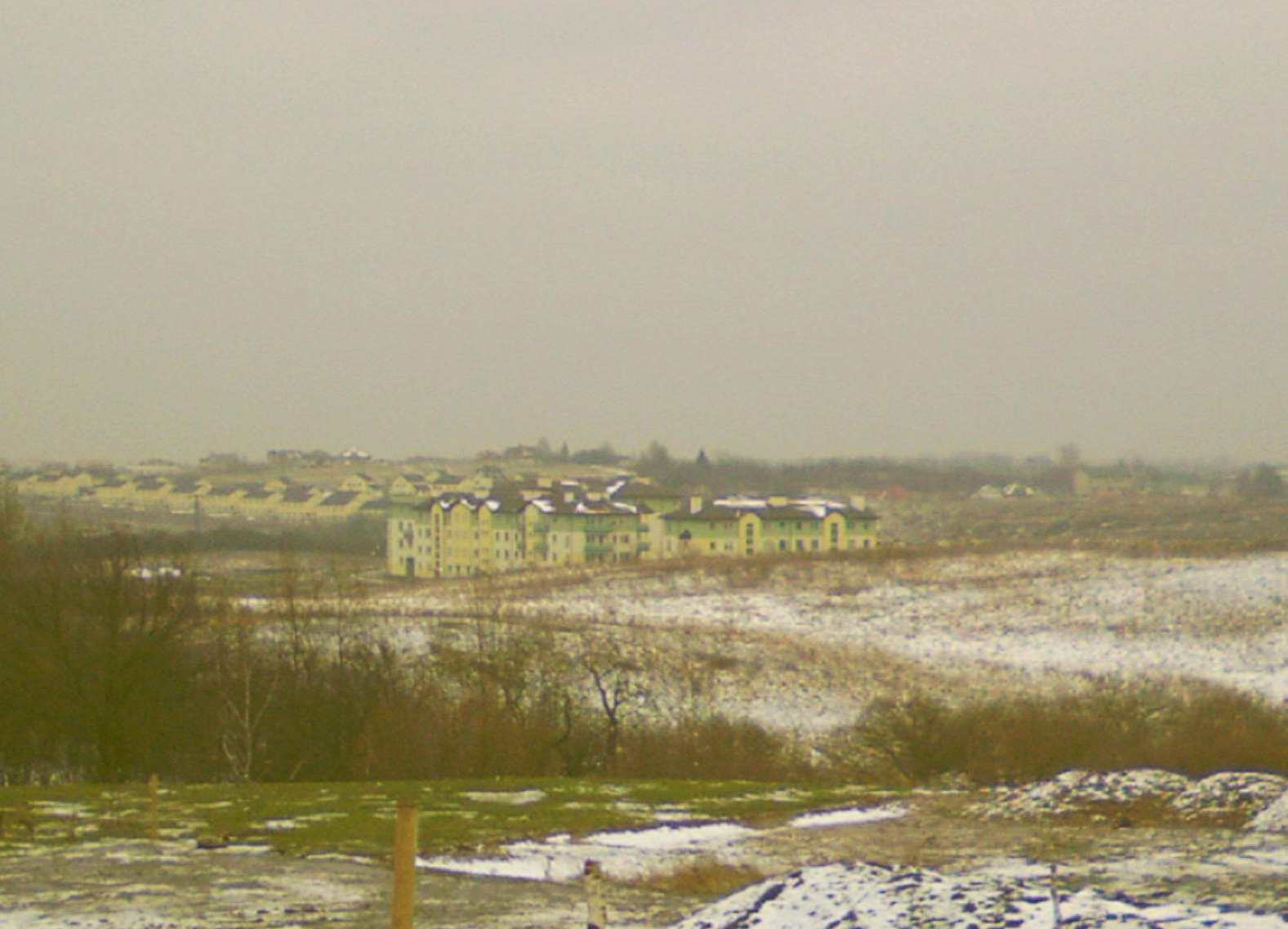
Osiedle w Rębowie

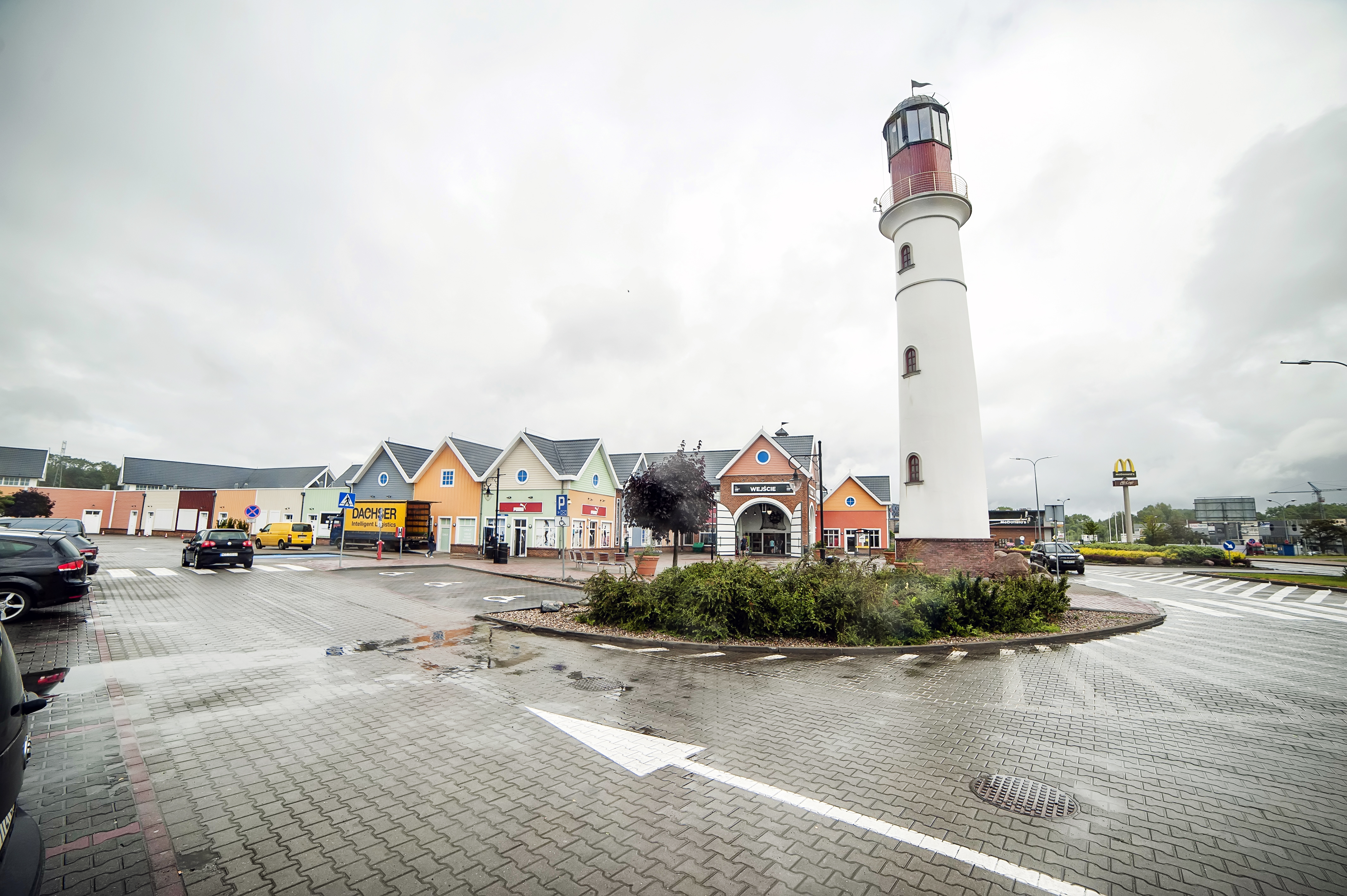
Designer Outlet Gdańsk

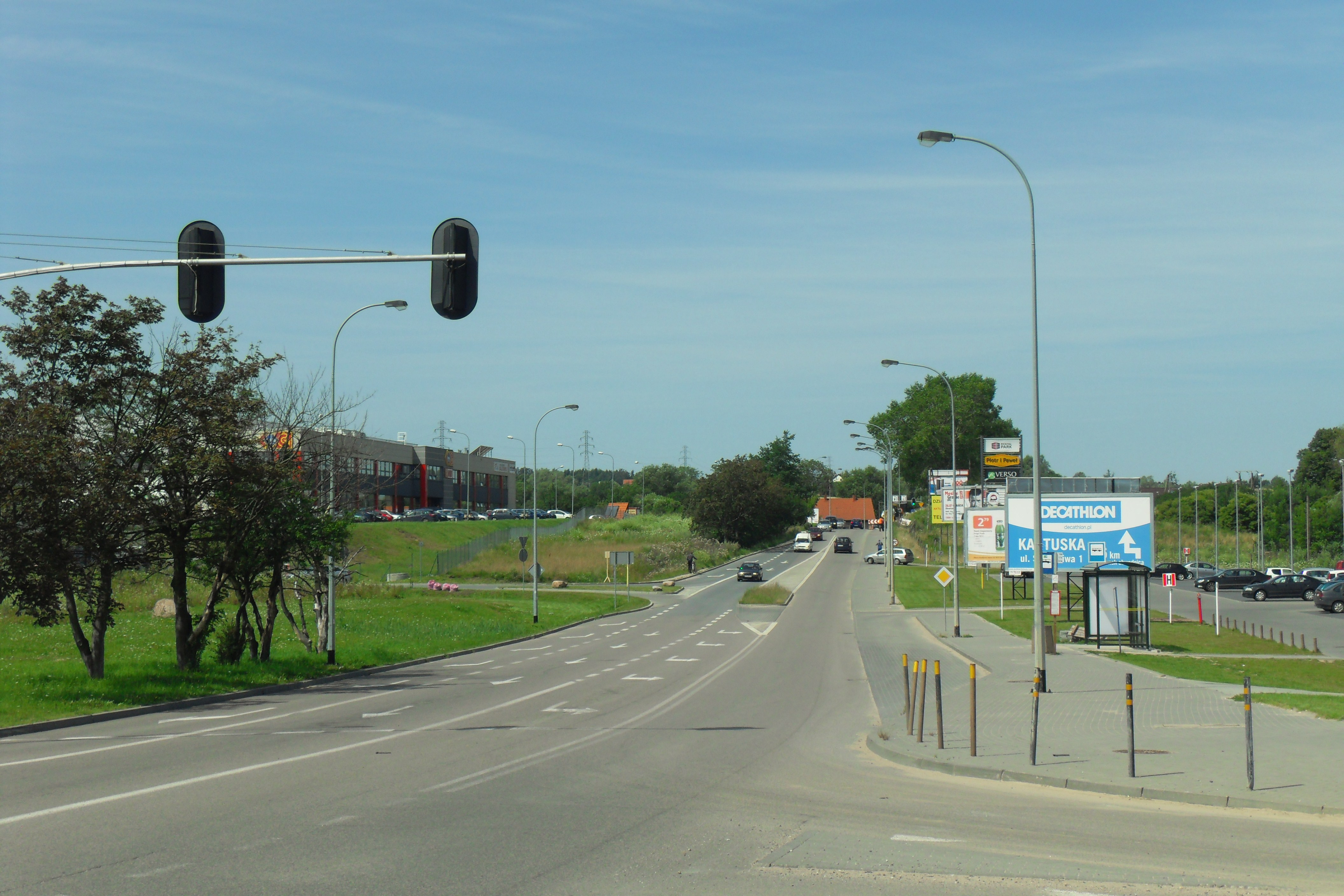
Ul. Przywidzka, główna ulica Rębowa

W 1648 Rębowo należało do parafii w Św. Wojciechu, a kilkanaście lat później jego ówczesny właściciel sprzedał jego połowę za sumę 750 marek sąsiednim Szadółkom.
Kontrowersje między Szadółkami a Rębowem na tle granic  były już wówczas zarzewiem waśni i niesnasek. Konflikty te trwały jeszcze w 1802.
Między 7 a 18 października 1939 w folwarku rębowskim pracowało aussenkommando więźniów KL Stutthof.
Po II wojnie światowej do końca lat 80. w Rębowie mieściło się Państwowe gospodarstwo rolne. Rębowo zostało przyłączone w granice administracyjne miasta w 1973. Należy do okręgu historycznego Wyżyny.
W latach 2004–2005 zostało zbudowane centrum handlowe Fashion House Gdańsk (obecnie Designer Outlet Gdańsk). W latach 2010–2011 miała miejsca rozbudowa centrum, po której w nowej części zostały uruchomione hipermarkety Carrefour i Obi. Całemu centrum została nadana nazwa Morski Park Handlowy.
W 2005 oddano do użytku nowe, niewielkie osiedle mieszkaniowe, złożone głównie z 4-piętrowych bloków zbudowane na polach dawnego PGR-u.

### Dworek
Istniejący jeszcze dworek rębowski, zbudowany na fundamentach starszego dworu, znajduje się we wschodniej części folwarcznego założenia. Całość budowli dzieli się na cześć zachodnią – wyższą i podpiwniczoną, wyposażoną w drewniany ganek, z elementami architektonicznymi, które mogą pamiętać jeszcze XVIII w., oraz nowszą część wschodnią – dobudowaną w okresie międzywojennym.
Jeszcze kilka lat temu można było we wnętrzach dworu podziwiać sporych rozmiarów zabytkowy kominek. Na zapleczu zdewastowanego dworu zachowały się relikty dawnego parku i sadu. Najstarsze z żyjących tu czerwonych buków (Fagus purpurea) i dębów liczą sobie najmniej 150 lat, wbrew prawu są systematycznie wycinane. Niegdyś ozdobą przydworskiego parku był staw, obecnie zarośnięty i zaniedbany. W ostatnich latach dwór przechodzi dalszą dewastację,  pomimo starań władz Gdańska i urzędu konserwatorskiego, nie wydaje się, aby ten stan rzeczy miał się zmienić, gdyż nie przewidziano na razie rewitalizacji obiektu.
Dwór spłonął w październiku 2022.

## Transport i komunikacja
W Rębowie znajduje się węzeł drogowy ul. Jabłoniowej z obwodnicą Trójmiasta S6 oraz pasaż handlowy Designer Outlet Gdańsk przy ul. Przywidzkiej. Połączenie z centrum miasta umożliwiają autobusy komunikacji miejskiej (linie nr 115, 155, 156), natomiast z Pruszczem Gdańskim autobusy komunikacji podmiejskiej (linia 805)